# Kañari

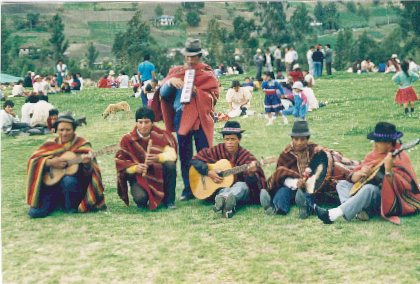
Kañari-Musiker

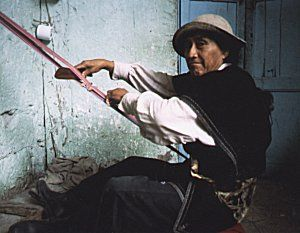
Kañari-Weber am Webstuhl

Die Kañari (Kañar, Cañari, Cañar) sind ein indigenes Volk in der ecuadorianischen Provinz Cañar, die nach ihnen benannt ist, sowie in der Provinz Azuay.
Bedeutend waren die Metallverarbeitung (Kupfer, Bronze und Gold) sowie die Keramik der Kañari.
Hauptstadt des Reiches der Kañari vor der Inkazeit war Hatun Kañar („Groß-Kañar“), die heutige Ruinenstätte Ingapirca (Inkapirka, „Inkamauer“). Die Kañari standen der Expansion des Inka-Reiches in das heutige Ecuador Ende des 15. Jahrhunderts im Wege. Erst nach heftigem Widerstand wurden sie in blutigen Kämpfen um das Jahr 1480 bei der Kañari-Ortschaft Guapondelig von der Armee des Inka-Herrschers Túpac Yupanqui (Tupaq Yupanki) niedergeworfen und das Gebiet dem Inka-Reich einverleibt. So ist es kein Wunder, dass die Kañari besonders von den Zwangsumsiedlungen (mitma) durch die Inkas betroffen waren. Kañari-Umsiedler hinterließen Spuren z. B. im Departement Lambayeque in Peru, wo ein Distrikt Kañaris (Cañaris) heißt. An Stelle des zerstörten Ortes Guapondelig errichteten die Inkas die Stadt Tumipampa, die wahrscheinlich während des Erbfolgekrieges zwischen Huáscar (Waskar) und Atahualpa (Atawallpa) zerstört wurde und an deren Stelle heute die Stadt Cuenca steht.
Die Kañari unterstützten Waskar gegen Atawallpa. Aus Rache dafür ließ Atawallpa ein Massaker unter der männlichen Bevölkerung, Knaben inbegriffen, anrichten. Während der Conquista fanden die Spanier in den Kañari Bundesgenossen gegen Atawallpas Truppen.
Noch zur Zeit der Conquista sprachen die Kañari eine Yunka-Sprache (Kañari), eine dem Muchik sowie dem Alt-Puruhá verwandte Sprache. Die Umsiedlungspolitik, unter den Inkas begonnen und unter den Spaniern im Vizekönigreich Peru fortgesetzt, begünstigte die sprachliche Assimilation an das Kichwa.
Kañari Kichwa (Quichua de Cañar) ist die heute von den Kañari gesprochene Mundart des Kichwa von Ecuador, welches wiederum eine Variante des Quechua ist (Quechua II b nach Torero). Im Gegensatz dazu ist die in Cañaris (Nordperu) gesprochene Variante Inkawasi-Kañaris mit dem Cajamarca-Quechua verwandt (Quechua II a). In einigen Gegenden ist das Kañari-Kichwa bereits vom Spanischen verdrängt worden.